# Гленбрук (Невада)
Гленбрук (англ. Glenbrook) — переписна місцевість (CDP) в США, в окрузі Вошо штату Невада. Населення — 315 осіб (2020).

## Географія
Гленбрук розташований за координатами 39°6′0″ пн. ш. 119°55′38″ зх. д. / 39.10000° пн. ш. 119.92722° зх. д. (39.100124, -119.927285).  За даними Бюро перепису населення США в 2010 році переписна місцевість мала площу 10,38 км², з яких 9,82 км² — суходіл та 0,56 км² — водойми.

### Клімат
| Клімат : Гленбрук     | Клімат : Гленбрук | Клімат : Гленбрук | Клімат : Гленбрук | Клімат : Гленбрук | Клімат : Гленбрук | Клімат : Гленбрук | Клімат : Гленбрук | Клімат : Гленбрук | Клімат : Гленбрук | Клімат : Гленбрук | Клімат : Гленбрук | Клімат : Гленбрук | Клімат : Гленбрук |
| Показник              | Січ.              | Лют.              | Бер.              | Квіт.             | Трав.             | Черв.             | Лип.              | Серп.             | Вер.              | Жовт.             | Лист.             | Груд.             | Рік               |
| Середній максимум, °C | 5,0               | 6,1               | 8,3               | 11,7              | 16,7              | 22,2              | 26,7              | 26,1              | 22,8              | 16,7              | 10,0              | 5,6               | 15,0              |
| Середній мінімум, °C  | −5                | −4,4              | −3,3              | −1,1              | 2,2               | 5,6               | 9,4               | 9,4               | 6,7               | 2,2               | −1,7              | −3,9              | 1,1               |
| Норма опадів, мм      | 86                | 69                | 58                | 30                | 25                | 13                | 8                 | 10                | 15                | 28                | 51                | 69                | 460               |
| --------------------- | ----------------- | ----------------- | ----------------- | ----------------- | ----------------- | ----------------- | ----------------- | ----------------- | ----------------- | ----------------- | ----------------- | ----------------- | ----------------- |
| Джерело: Weatherbase  |                   |                   |                   |                   |                   |                   |                   |                   |                   |                   |                   |                   |                   |

## Демографія
Згідно з переписом 2010 року, у переписній місцевості мешкало 215 осіб у 107 домогосподарствах у складі 77 родин. Густота населення становила 21 особа/км².  Було 373 помешкання (36/км²).
Расовий склад населення:
| - 90,2 % — білих - 3,3 % — азіатів - 1,4 % — корінних американців - 2,3 % — осіб інших рас |

До двох чи більше рас належало 2,8 %. Частка іспаномовних становила 5,6 % від усіх жителів.
За віковим діапазоном населення розподілялося таким чином: 5,1 % — особи молодші 18 років, 48,4 % — особи у віці 18—64 років, 46,5 % — особи у віці 65 років та старші. Медіана віку мешканця становила 64,2 року. На 100 осіб жіночої статі у переписній місцевості припадало 106,7 чоловіків;  на 100 жінок у віці від 18 років та старших — 102,0 чоловіків також старших 18 років.
Цивільне працевлаштоване населення становило 35 осіб. Основні галузі зайнятості: інформація — 71,4 %, науковці, спеціалісти, менеджери — 14,3 %, освіта, охорона здоров'я та соціальна допомога — 14,3 %.